# Marieke Wijsman
Anne Marie Louise „Marieke“ Wijsman (* 9. Mai 1975 in Leusden) ist eine ehemalige niederländische Eisschnellläuferin. Sie war spezialisiert auf die Sprintstrecken (500 und 1000 m).

## Werdegang
Wijsman begann im Winter 1988/89 mit dem Eisschnelllauf auf der Jaap Edenbaan in Amsterdam. 1992 nahm sie an den Niederländischen Meisterschaften in Groningen teil, bei denen sie den Sprint als 17. beendete. Zwei Jahre später wurde sie Achte bei der Niederländischen Allround-Juniorenmeisterschaft. 1995 bestritt sie in Hamar ihr erstes internationales Rennen. Bei den Niederländischen Einzelstreckenmeisterschaften 1995 gewann sie den Titel über 1500 m. Nach diesem Erfolg wurde sie offiziell in den Nationalkader aufgenommen, welcher von Eddy Verheijen trainiert wurde. Sie wurde die erste internationale Läuferin, welche mit Klappschlittschuhen startete. Am 11. Januar 1997 gewann sie in Milwaukee ihren ersten Weltcup in der B-Gruppe. Nach zwei weiteren Erfolgen in Baselga di Piné und Innsbruck nahm Wijsman an den Olympischen Winterspielen 1998 in Nagano teil. Im Rennen über 500 m wurde sie 24., über 1000 m lief sie auf Platz 20. Bei den im März stattfindenden Eisschnelllauf-Einzelstreckenweltmeisterschaften 1998 in Calgary belegte sie den 13. Platz über 1500 m. In der folgenden Saison 1998/99 erreichte sie in der 1500-Meter-Disziplin-Weltcupwertung den sechsten Rang. Im Februar 2000 gewann sie Bronze bei den Niederländischen Meisterschaften. Im Januar 2001 stürzte Wijsman schwer und zog sich dabei eine Schädelfraktur zu. Nach ihrer Genesung fiel es ihr schwer, zurück in den Nationalkader zu kommen. Nach langem Training gewann sie eine weitere Bronzemedaille bei Niederländischen Meisterschaften und erreichte den 11. Platz bei der Sprint-Weltmeisterschaft, womit sie sich für die Olympischen Winterspiele 2002 in Salt Lake City qualifizierte. Dort startete sie erneut über 500 und 1000 m und sicherte sich jeweils den 18. Platz.
Am 29. Dezember 2005 errang Wijsman während der niederländischen Einzelstreckenmeisterschaften in Heerenveen den vierten Platz im 500 Meter hinter Marianne Timmer, Annette Gerritsen und Sanne van der Star. Da Wijsman vorher nicht nominiert worden war, war noch unsicher, ob sie an den Olympischen Winterspielen 2006 in Turin teilnehmen konnte. Sie musste zusammen mit Van der Star auf eine Entscheidung der KNSB, des niederländischen Eisschnelllaufverbandes, warten. Schließlich fiel die Entscheidung der KNSB – nach einem Skate-off – auf Van der Star.
Im Dezember 2006 gab Wijsman ihr Karriereende bekannt, um sich auf ihren Beruf als Polizistin konzentrieren zu können. Zudem outete sie sich als homosexuell.

## Erfolge (Auswahl)
- Olympische Winterspiele 1998: 24. Platz bei den 500-Meter-Eisschnelllaufrennen
- Olympische Winterspiele 1998: 20. Platz bei den 1000-Meter-Eisschnelllaufrennen
- Olympische Winterspiele 2002: 18. Platz bei den 500-Meter-Eisschnelllaufrennen
- Olympische Winterspiele 2002: 18. Platz bei den 1000-Meter-Eisschnelllaufrennen

## Persönliche Bestzeiten
| Strecke | Zeit        | Datum            | Ort            |
| ------- | ----------- | ---------------- | -------------- |
| 500 m   | 38,31 s     | 13. Februar 2002 | Salt Lake City |
| 1000 m  | 1:16,48 min | 17. Februar 2002 | Salt Lake City |
| 1500 m  | 2:00,03 min | 29. Januar 2000  | Calgary        |
| 3000 m  | 4:17,22 min | 30. Januar 2000  | Calgary        |
| 5000 m  | 7:30,33 min | 16. Januar 2000  | Hamar          |